# Onychogonia cervini
Onychogonia cervini là một loài ruồi trong họ Tachinidae.